# Betty (Buch)
Betty ist ein Klassiker zum Thema Kindertherapie. Das Buch wurde in zahlreiche Sprachen übersetzt und vom Südwestdeutschen Fernsehen verfilmt.

## Inhalt
In einem (wahren) Fallbeispiel schildert die Psychotherapeutin Anneliese Ude-Pestel die Therapie eines 6-jährigen Mädchens, das unter Albträumen, Verlust- und Verfolgungsängsten leidet. In der fast zweijährigen Behandlung arbeitet die (analytisch ausgebildete) Therapeutin mit unterschiedlichen, unter anderem auch spieltherapeutischen Ansätzen.
Anhand ausgewählter Gesprächsprotokolle der Behandlung wird dargestellt, wie ein Kind lernen kann, sich allmählich aus einer seelischen Isolation zu lösen und wieder am normalen Leben teilzuhaben.
Das Buch macht unter anderem deutlich, wie wichtig es ist, die Ursachen kindlicher Konflikte zu verstehen, und dass es nicht genügt, Symptome zu kurieren, sondern dass ihr Ursprung erkannt und ihre Wurzeln beseitigt werden müssen. Des Weiteren zeigt die Fallstudie Bettys, dass sich in der seelischen Problematik des Kindes oft auch die Konflikte der Eltern widerspiegeln, und dass für eine erfolgreiche Therapie diese Konflikte den Eltern bewusst gemacht werden müssen.